# Wilhelm Reinecke (Politiker)
Wilhelm Reinecke (* 5. Januar 1905 in Celle; † 29. September 1981 in Hannover) war ein deutscher Politiker (NLP) und Mitglied des Ernannten Niedersächsischen Landtages.
Wilhelm Reinecke arbeitete als Vertriebsleiter. 
Vom 9. Dezember 1946 bis 28. März 1947 war er Mitglied des ernannten Niedersächsischen Landtages.